# Norbert Gœneutte
Norbert Gœneutte (født 24. juli 1854 i Paris, død 9. oktober 1894 i Auvers-sur-Oise) var en fransk maler og raderer.
Gœneutte, der var elev af Pils, slog allerede med et af sine debutarbejder på salonen, Boulevard de Clichy (1876), ind på den skildring af Pariserlivet, der danner hans kunsts røde tråd. Han er i så henseende påvirket af Béraud, men hælder senere mere imod Manet og Raffaëlli. Bekendte værker er: Auktion på torve, Kelnerinder i Duval, Kafékoncert etc. Han har også malet dygtige landskaber, udført raderinger og arbejder med kold nål (omtrent 200) samt ypperlige tegninger. I Luxembourgmuseet i Paris findes bland andet Mandsportræt og Soupe du Matin.